# Les arts florissants (ópera)
Para el conjunto de música antigua, véase Les Arts Florissants
Les arts florissants (H.487) es una breve ópera de cámara (también descrita por el compositor como un idylle en musique) en cinco escenas con música de Marc-Antoine Charpentier. Se desconoce quién escribió el libreto o cuándo y dónde se estrenó. 

## Historia
Fue escrita en 1685 para el grupo de músicos contratados por María de Lorena, duquesa de Guisa, en su residencia de París. La razón detrás de la creación de esta obra, así como su lugar de representación, son objeto de especulación. El libreto en francés, escrito por autor desconocido, es de naturaleza alegórica y se basa en aspectos de simbolismo natural y mitológico familiares para un público del siglo XVII lo que añade profundidad a una trama superficialmente simple. 
La historia de la ópera se refiere a las epónimas Artes, a las que se muestra florecientes bajo el beneficioso y pacífico reinado de Luis XIV, conforme ellas y un grupo de Guerreros se ven arrastrados a la disputa entre los personajes centrales de La paix (La paz) y La discorde (La discordia). Después de una breve lucha en la que La discordia y sus Furias cobran ventaja, La paz apela a Júpiter para que intervenga en su favor. La discordis y sus seguidores son perseguidos y expulsados al Hades por un montón de relámpagos, y La Paz domina de nuevo.

## Personajes
| Personajes                      | Tesitura      | Reparto del estreno, 1685 (Director: – ) |
| ------------------------------- | ------------- | ---------------------------------------- |
| La Musique, La música           | soprano       | Jacqueline-Geneviève de Brion            |
| La Poésie, La poesía            | soprano       | Antoinette Talon                         |
| La Peinture, La pintura         | haute-contre  | Marc-Antoine Charpentier                 |
| L'Architecture, La arquitectura | mezzo-soprano | Marie Guilbault de Grandmaison           |
| La Discorde, La discordia       | bajo          | Pierre Beaupuis                          |
| La Paix, La paz                 | soprano       | Elisabeth "Isabelle" Thorin              |
| Un Guerrier, Un guerrero        | barítono      | Germain Carlier                          |

## Grabación
- Charpentier: Les Arts florissants / William Christie, Les Arts Florissants CD. Harmonia Mundi Musique d'Abord (1999). Catalog# 1901083.
- Charpentier: les Arts Florissants H.487, La Couronne de Fleurs H.486, (excerpts) / Gaétan Jarry, Ensemble Marguerite Louise. CD Château de Versailles spectacles 2017/2018.
- Charpentier : Les Arts Florissants H.487, Les Plaisirs de Versailles H.480, Teresa Wakim, Jesse Blumberg, Virginia Warnken, Boston early Music Festival Vocal & Chamber Ensembles / Paul O’Dette, Stephen Stubbs. CD CPO 2019.
- Charpentier : Les Arts Florissants H.487, Haley Sicking, Patrick Gnage, Dallas Bach Society, New York Baroque Dance Company / James Richman. CD Rubicon 2024